# قشلاق حاجي أباد العليا (سغز أباد)
قشلاق حاجی أباد العلیا (بالفارسية: قشلاق حاجی‌آباد علیا) هي قرية تقع في إيران في قسم سغز أباد الريفي. يقدر عدد سكانها بـ 94 نسمة .